# Художественный музей Бреста
Художественный музей Бреста — художественный музей, расположенный в городе Бресте Республики Беларусь. Является филиалом Брестского областного краеведческого музея.
Музей открылся в 17 мая 2002 года в Южных казармах Госпитального острова Брестской крепости. В коллекции музея собраны предметы изобразительного и декоративно-прикладного искусства, принадлежащие Брестскому областному краеведческому музею. Начало коллекции положено в 1951 году, в неё вошли работы художников Брестской областной организации Союза художников Беларуси второй половины XX—начала XXI веков. В первом зале представлены портреты политических деятелей Средневековья, выполненные Анастасией Фетисовой, и макет исторического Бреста. Во втором зале размещены работы, посвящённые Великой Отечественной войне и героической обороне Брестской крепости. В следующих нескольких залах представлены картины и скульптуры современных авторов. В коллекции декоративно-прикладного искусства собраны работы разнообразных стилей и техники: предметы гончарного промысла и ткачества, вышивка, плетёные изделия, различные виды росписи.
Площадь музея составляет 1670 м², из них под постоянную экспозицию выделено 1100 м², выставочные залы занимают 140 м². Ежегодно в нём проходит более 10 выставок, в том числе были проведены показы работ Ивана Шишкина из фондов Национального художественного музея Беларуси и выставка икон «Иконопись Беларуси XXI века».